# Kisshomaru Ueshiba
Kisshomaru Ueshiba (植芝 吉祥丸 Ueshiba Kisshōmaru, 27 de juny de 1921 - 4 de gener de 1999) fou el tercer fill i successor de Morihei Ueshiba al front de l'Aikikai Foundation i del Hombu Dojo. Va ser per tant el segon en rebre el títol de doshu.
Nasqué a Ayabe, prefectura de Kyoto (Japó) i va estudiar ciències econòmiques a la Universitat de Waseda, graduant-se el 1946.
Com a doshu va fundar l'International Aikido Federation, fent moltes sortides arreu del món per difondre l'aikido i crear la seva estructura administrativa.